# Eophliantis tindalei
Eophliantis tindalei is een vlokreeftensoort uit de familie van de Eophliantidae. De wetenschappelijke naam van de soort is voor het eerst geldig gepubliceerd in 1936 door Sheard.